# 5miinust
5miinust — эстонская хип-хоп группа, основанная в городе Вызу в 2015 году. Представители Эстонии на конкурсе песни «Евровидение-2024» вместе с дуэтом Puuluup с песней «(Nendest) narkootikumidest ei tea me (küll) midagi».

## Участники
Членами группы являются:
- Кристиан Якобсон[1]
- Микель Тамм[2]
- Карл Кивастик[3][4]
- Приит Томсон[5]

В начале к ним присоединился пятый участник, Павел Бочаров, который покинул группу в 2023 году и начал сольную карьеру под псевдонимом Gameboy Tetris.

## История
Основанная в Вызу в уезде Ляэне-Вирумаа в 2015 году, группа 5miinust стала известна в 2018 году, когда оба студийных альбома «Aasta plaat» и «Rämmar», выпущенные соответственно в 2016 и 2017 годах на лейбле Legendaarne Records, вошли в топ-20 по продажам альбомов. В следующем году они записали сингл «Aluspükse» с Nublu, который шесть недель подряд возглавлял чарт Eesti Tipp-40 и стал третьей самой продаваемой песней в Эстонии за 2019 год. В том же году они подписали контракт с Балтийским отделением Universal Music Group, через который они выпустили такие синглы которые «Paaristõuked», «Peo lõpp» и «Loodus ja hobused», которые получили первенство в часты Eesti Tipp-40.
В рамках Estonian Music Awards, главной награды эстонской музыкальной индустрии, 5miinust в 2020 и 2022 годах побеждали в категории «Артист года», а также попадали в номинацию в 2017 и 2021 годах.
В ноябре 2023 года 5miinust и Puuluup были объявлены одними из полуфиналистов Eesti Laul 2024, эстонского отбора на песенный конкурс Евровидение-2024, с песней «(Nendest) narkootikumidest ei tea me (küll) midagi». Они вышли в финал в первом раунде полуфинала, в конце концов победили в финале с 60% от всех голосов зрителей и будут представлять Эстонию на Евровидении.